# Reconquista de Galicia

El Reino de Asturias en el año 800.

La Reconquista de Galicia fue la recuperación del dominio cristiano de Galicia, en el noroeste de la península Ibérica, por parte del rey Alfonso de Asturias, yerno y segundo sucesor de Pelayo.

## Historia
En 711, la península Ibérica, entonces controlada en su totalidad por el Reino Visigodo, fue invadida por las tropas del Califato Omeya y, en la batalla de Guadalete, el general Tariq derrotó al rey Rodrigo, que murió en combate. Los musulmanes ocuparon rápidamente la península hasta los montes Cantábricos. Los generales Tariq y Musa ibn Nusayr remontaron el río Ebro con sus tropas, Musa tomó el camino de Zaragoza, mientras que Tariq invadió el País Vasco. Una vez reunidos los dos ejércitos, siguieron hacia León y Galicia, provincia que se extendía hasta el río Duero.
La invasión de Galicia por Tariq y Musa tuvo lugar entre 713 y 716. Tras conquistar Braga, los musulmanes cruzaron el río Miño. Una vez cruzado el río, Tuy, ciudad episcopal, opuso resistencia, pero fue conquistada y saqueada, y muchos de sus habitantes, entre ellos el obispo y numerosos clérigos, fueron reducidos a la esclavitud. Orense también resistió, pero fue conquistada y destruida. Lugo, la única ciudad fortificada de la región, se rindió y fue ocupada, pero sus mejores ciudadanos fueron enviados a África. Bretoña fue destruida. Musa Ibn Nusayr se encontraba en Astorga o Lugo cuando recibió órdenes del califa Walid de regresar a Damasco.
No toda Galicia fue ocupada. La presencia musulmana se limitó a las ciudades más grandes. Las tierras montañosas del oeste, centro y norte de Galicia no conocieron la autoridad musulmana tras la partida de Musa. Muchas personas del sur, desde toledanos hasta coimbrenses, incluidos los obispos de Lamego, Tui y Coimbra, se refugiaron en las tierras de la diócesis de Iria, entre los ríos Ulla y Miño, que se mantuvieron libres de la ocupación musulmana.
La mayoría de las tropas musulmanas en Galicia eran bereberes. En 740, los bereberes instalados al norte del Duero se rebelaron contra el Califato debido, entre otras cosas, a las injusticias en la asignación de tierras, abandonaron las ciudades o castillos que habían ocupado y se dirigieron hacia el sur. Pelagio murió en 737 y su sucesor, Favila, fue asesinado por un oso dos años después. Le sucedió su cuñado, Alfonso I de Asturias, a quien se debe la reconquista de Galicia.
Lugo fue reconquistada por Alfonso I sin resistencia en 741. También fue reconquistada Tui.  La diócesis de Iria reconoció la autoridad de Alfonso I. Durante su reinado, toda Galicia fue recuperada de los moros.